# Psallus flavellus
Psallus flavellus is een wants uit de familie van de blindwantsen (Miridae). De soort werd het eerst wetenschappelijk beschreven door Wolfgang Stichel in 1933.

## Uiterlijk
De geel, of beige blindwants heeft, als volwassen dier, volledige vleugels en kan 3,5 tot 4 mm lang worden. De wantsen zijn door de dichte gele en zwarte beharing bijna mat. De mannetjes zijn langwerpig van vorm en de vrouwtjes langwerpig ovaal. Het donkergrijs, doorzichtige deel van de vleugels heeft zwarte en lichte vlekken en gele aders. Een groot deel van de voorvleugels is vaak rood, net als het uiteinde van het ondoorzichtige deel van de voorvleugels. De cuneus heeft aan het begin een brede witte band en aan het einde een witte punt. De antennes zijn geel, net als de pootjes. De dijen hebben aan het einde kleine vlekjes.

## Leefwijze
De wants overwintert als eitje en de soort kent één enkele generatie per jaar. De volwassen dieren kunnen van mei tot september aangetroffen worden langs bosranden en tuinen op essen (Fraxinus excelsior) die vruchten hebben.

## Leefgebied
De soort is in Nederland algemeen. De verspreiding is Palearctisch en de wants komt voor van Europa tot Noord-Afrika en de Kaukasus in Azië. De soort is ook geïntroduceerd in Noord-Amerika.